# Копитко Василь Миколайович
Васи́ль Микола́йович Копитко (7 грудня 1964, с. Жабелівка Липовецького, нині Вінницького району  Вінницької області — 8 травня 1999, гора Еверест, Гімалаї) — альпініст. Майстер спорту міжнародного класу (1999).

## Життєпис
Закінчив Одеський медичний інститут (1992). Працював лікарем швидкої допомоги в Одесі.
Альпінізмом почав займатися від 1986 р. Чемпіон (1998), бронзовий призер (1995, 1997) першостей України. Виступав за Альпклуб «Одеса». Тренер — М. Горбенко. Учасник експедицій на вершини Гімалаїв — Аннапурна (8091 м), Чо-Ойю (8201 м), Пуморі (7161 м), Ама-Даблам (6856 м). Брав участь у першій українській національній експедиції на Еверест (8848 м) — «Еверест-99». Під час спуску з успішно підкореної вершини загинув (тіло не знайдено).
У м. Липовець у школі, де навчався Василь Копитко, створено його музей, на будинку школи встановлено меморіальну дошку.

## Згадування
Ім'я Василя Копитко з'являється у фільмі "Finding Michael" 2023 про пошук тіла загинувшого всього через декілька днів альпініста Spencer Matthews. Їх імена зараз поруч у списку загиблих на горі Еверест.

## Нагороди
- Орден «За мужність» III-го ступеня (1999)[джерело?]

## Ресурси Інтернету
- Копитко Василь Миколайович [Архівовано 21 червня 2020 у Wayback Machine.]
- Еверест-99

Never Give Up